# Grand Prix moto de la Communauté valencienne 2000
Le Grand Prix de la Communauté valencienne 2000 était la dernière épreuve du championnat du monde de vitesse moto 2000. Il a eu lieu le 17 septembre 2000 sur le circuit de Valence. C'est la 2e édition du Grand Prix moto de la Communauté valencienne.

## Classement 500 cm3
| Pos  | Pilote              | Constructeur | Temps/Écart     | Points |
| ---- | ------------------- | ------------ | --------------- | ------ |
| 1    | Garry McCoy         | Yamaha       | 48 min 27 s 799 | 25     |
| 2    | Kenny Roberts Jr    | Suzuki       | +5 s 005        | 20     |
| 3    | Max Biaggi          | Yamaha       | +5 s 978        | 16     |
| 4    | Nobuatsu Aoki       | Suzuki       | +8 s 675        | 13     |
| 5    | Alex Barros         | Honda        | +14 s 247       | 11     |
| 6    | Régis Laconi        | Yamaha       | +16 s 111       | 10     |
| 7    | Carlos Checa        | Yamaha       | +19 s 967       | 9      |
| 8    | Sete Gibernau       | Honda        | +21 s 094       | 8      |
| 9    | Tadayuki Okada      | Honda        | +21 s 346       | 7      |
| 10   | Jurgen vd Goorbergh | TSR-Honda    | +37 s 506       | 6      |
| 11   | David de Gea        | Modenas      | +37 s 682       | 5      |
| 12   | José Luis Cardoso   | Honda        | +59 s 465       | 4      |
| 13   | David Tomas         | Honda        | +1 tour         | 3      |
| 14   | Yoshiteru Konishi   | TSR-Honda    | +1 tour         | 2      |
| 15   | Phil Giles          | Honda        | +1 tour         | 1      |
| Abd. | Paolo Tessari       | Paton        | Abandon         |        |
| Abd. | Valentino Rossi     | Honda        | Abandon         |        |
| Abd. | Norifumi Abe        | Yamaha       | Abandon         |        |
| Abd. | Loris Capirossi     | Honda        | Abandon         |        |
| Abd. | Sébastien Le Grelle | Honda        | Abandon         |        |
| Abd. | Tetsuya Harada      | Aprilia      | Abandon         |        |
| Abd. | Jeremy McWilliams   | Aprilia      | Abandon         |        |
| Abd. | Àlex Crivillé       | Honda        | Abandon         |        |

## Classement 250 cm3
| Pos  | Pilote             | Constructeur | Temps/Écart     | Points |
| ---- | ------------------ | ------------ | --------------- | ------ |
| 1    | Shinya Nakano      | Yamaha       | 43 min 49 s 140 | 25     |
| 2    | Olivier Jacque     | Yamaha       | +4 s 285        | 20     |
| 3    | Marco Melandri     | Aprilia      | +14 s 848       | 16     |
| 4    | Tohru Ukawa        | Honda        | +14 s 897       | 13     |
| 5    | Daijiro Kato       | Honda        | +20 s 208       | 11     |
| 6    | Franco Battaini    | Aprilia      | +36 s 491       | 10     |
| 7    | Anthony West       | Honda        | +39 s 810       | 9      |
| 8    | Sebastian Porto    | Yamaha       | +39 s 887       | 8      |
| 9    | Jason Vincent      | Aprilia      | +40 s 271       | 7      |
| 10   | David Checa        | TSR-Honda    | +40 s 273       | 6      |
| 11   | Alex Debón         | Aprilia      | +53 s 509       | 5      |
| 12   | Luca Boscoscuro    | Aprilia      | +56 s 619       | 4      |
| 13   | Ralf Waldmann      | Aprilia      | +56 s 709       | 3      |
| 14   | Shahrol Yuzy       | Yamaha       | +1 min 01 s 788 | 2      |
| 15   | Naoki Matsudo      | Yamaha       | +1 min 04 s 067 | 1      |
| 16   | Vincent Philippe   | TSR-Honda    | +1 min 17 s 605 |        |
| 17   | Fonsi Nieto        | Yamaha       | +1 min 18 s 349 |        |
| 18   | Alex Hofmann       | Aprilia      | +1 min 20 s 839 |        |
| 19   | Jamie Robinson     | Aprilia      | +1 min 22 s 270 |        |
| 20   | Julien Allemand    | Yamaha       | +1 min 28 s 758 |        |
| 21   | Ivan Clementi      | Aprilia      | +1 min 30 s 004 |        |
| 22   | Lucas Oliver Bulto | Yamaha       | +1 min 34 s 529 |        |
| 23   | Adrian Coates      | Aprilia      | +1 tour         |        |
| 24   | Jarno Janssen      | TSR-Honda    | +1 tour         |        |
| Abd. | Ismael Bonilla     | Honda        | Abandon         |        |
| Abd. | Johann Stigefelt   | TSR-Honda    | Abandon         |        |
| Abd. | Klaus Nohles       | Aprilia      | Abandon         |        |
| Abd. | Sébastien Gimbert  | TSR-Honda    | Abandon         |        |
| Abd. | Alvaro Molina      | TSR-Honda    | Abandon         |        |
| Abd. | Jeronimo Vidal     | Aprilia      | Abandon         |        |

## Classement 125 cm3
| Pos  | Pilote             | Constructeur | Temps/Écart     | Points |
| ---- | ------------------ | ------------ | --------------- | ------ |
| 1    | Roberto Locatelli  | Aprilia      | 42 min 27 s 505 | 25     |
| 2    | Masao Azuma        | Honda        | +0 s 433        | 20     |
| 3    | Youichi Ui         | Derbi        | +7 s 925        | 16     |
| 4    | Pablo Nieto        | Derbi        | +7 s 941        | 13     |
| 5    | Emilio Alzamora    | Honda        | +15 s 086       | 11     |
| 6    | Simone Sanna       | Aprilia      | +20 s 463       | 10     |
| 7    | Gianluigi Scalvini | Aprilia      | +20 s 625       | 9      |
| 8    | Lucio Cecchinello  | Honda        | +21 s 015       | 8      |
| 9    | Gino Borsoi        | Aprilia      | +21 s 456       | 7      |
| 10   | Arnaud Vincent     | Aprilia      | +21 s 688       | 6      |
| 11   | Noboru Ueda        | Honda        | +21 s 848       | 5      |
| 12   | Alex De Angelis    | Honda        | +25 s 453       | 4      |
| 13   | Mirko Giansanti    | Honda        | +27 s 102       | 3      |
| 14   | Manuel Poggiali    | Derbi        | +32 s 153       | 2      |
| 15   | Antonio Elias      | Honda        | +36 s 034       | 1      |
| 16   | Steve Jenkner      | Honda        | +44 s 666       |        |
| 17   | Angel Nieto Jr     | Honda        | +47 s 817       |        |
| 18   | Randy de Puniet    | Aprilia      | +47 s 862       |        |
| 19   | Hector Faubel      | Aprilia      | +1 min 10 s 477 |        |
| 20   | Marci Petrini      | Aprilia      | +1 min 12 s 524 |        |
| 21   | Jaroslav Huleš     | Italjet      | +1 min 12 s 684 |        |
| 22   | Leon Haslam        | Italjet      | +1 min 17 s 512 |        |
| 23   | Reinhard Stolz     | Honda        | +1 min 26 s 832 |        |
| 24   | David Mico         | Aprilia      | +1 min 27 s 526 |        |
| 25   | William De angelis | Aprilia      | +1 min 30 s 158 |        |
| 26   | Max Sabbatani      | Honda        | +1 tour         |        |
| Abd. | Angel Rodriguez    | Aprilia      | Abandon         |        |
| Abd. | Éric Bataille      | Honda        | Abandon         |        |
| Abd. | Ivan Goi           | Honda        | Abandon         |        |
| Abd. | Adrian Araujo      | Honda        | Abandon         |        |